# 接龙塔
接龙塔，位于湖南省衡阳市雁峰区境内，在回雁峰的对面，位于德源小区附近。

## 历史沿革
接龙塔又名白骨塔、焚字炉，清康熙年间衡阳县丞周某倡修，距今已有300余年历史。

## 建筑
接龙塔是雁城三塔之一，另两塔为珠晖塔和来雁塔。

## 脚注
1. 1 2  陈翰飞. . 雁峰区委宣传部. 2012年11月16日  [2017年1月26日]. （原始内容存档于2017年2月7日）.